# The Green Mile (film)
The Green Mile is een Amerikaanse dramafilm uit 1999, geregisseerd door Frank Darabont. De film is gebaseerd op de gelijknamige roman van Stephen King. Hoofdrollen worden vertolkt door Tom Hanks en Michael Clarke Duncan.

## Verhaal
In de film kijkt de hoofdrolspeler, Paul Edgecomb, terug op zijn leven als gevangenisbewaker. Aan het begin en aan het einde van de film speelt het verhaal zich af in het heden van Edgecomb, die zijn dagen slijt in een bejaardentehuis. Jarenlang heeft hij dienstgedaan als cipier in de 'Dodengang' van de Cold Mountain-gevangenis, de groene mijl genaamd (vanwege de groene vloer). Paul denkt vooral terug aan 1935. Dat jaar werd een bijzondere gevangene binnengebracht op de dodengang: John Coffey, een reusachtige Afro-Amerikaan die werd beschuldigd van de verkrachting en de moord op twee kleine meisjes.
Al snel blijkt dat John Coffey over bovennatuurlijke krachten beschikt. Zo geneest hij Paul van zijn urineblaasinfectie en brengt hij een dode muis, Mr. Jingles, weer tot leven. Ook geneest hij later Melinda Moores, de terminaal zieke vrouw van gevangenisdirecteur Hal Moores.
Rond dezelfde tijd krijgen Paul en zijn collega’s te maken met een nieuwe bewaker: Percy Wetmore. Percy is het neefje van de gouverneur en heeft daarom de voordeelpositie dat het andere gevangenispersoneel zich beleefd moet gedragen tegen hem. Hij is echter een onuitstaanbare man die ervan houdt om met de gevangenen te sollen en zijn collega’s te terroriseren. Verder arriveert een uitermate gewelddadige gevangene genaamd "Wild Bill" Wharton in de gevangenis. Coffey voelt dat hij de ware moordenaar van de twee meisjes is. Coffey geeft de ziekte die hij uit Hals vrouw had gehaald door aan Percy, die hierdoor gek wordt en Wharton doodschiet.
Uiteindelijk ontdekken ook Paul en zijn collega's dat Coffey onschuldig is, maar Coffey staat erop te willen sterven omdat hij het niet meer aankan dat er zoveel pijn in de wereld is. Paul stemt toe en Coffey wordt geëxecuteerd. Naderhand laat Paul zich, samen met zijn collega en tevens beste vriend Brutus Howell, overplaatsen naar een jeugdgevangenis, waar hij de rest van zijn carrière slijt. 
In het heden is hij inmiddels 108 jaar oud, maar nog altijd kerngezond. Paul vermoedt dat dit komt doordat Coffey "een stukje van zichzelf gaf" toen hij Paul een hand gaf om hem te laten "zien" wie de moordenaar van de meisjes was. Paul besluit dat zijn ongewoon lange leven, waarin hij tal van geliefden heeft zien overlijden, een straf van God is omdat hij één van zijn wonderen heeft geëxecuteerd.

## Rolverdeling
| Acteur                | Personage              |
| --------------------- | ---------------------- |
| Tom Hanks             | Paul Edgecomb          |
| Dabbs Greer           | Oude Paul Edgecomb     |
| David Morse           | Brutus "Brutal" Howell |
| Bonnie Hunt           | Jan Edgecombe          |
| Michael Clarke Duncan | John Coffey            |
| James Cromwell        | Hal Moores             |
| Michael Jeter         | Eduard "Del" Delacroix |
| Graham Greene         | Arlen Bitterbuck       |
| Doug Hutchison        | Percy Wetmore          |
| Sam Rockwell          | 'Wild Bill' Wharton    |
| Barry Pepper          | Dean Stanton           |
| Jeffrey DeMunn        | Harry Terwilliger      |
| Patricia Clarkson     | Melinda Moores         |
| Harry Dean Stanton    | Toot-Toot              |
| Eve Brent             | Elaine Connelly        |
| William Sadler        | Klaus Detterick        |
| Paula Malcomson       | Marjorie Detterick     |
| Christopher Joel Ives | Howie Detterick        |
| Evanne Drucker        | Kathe Detterick        |
| Bailey Drucker        | Cora Detterick         |
| Brian Libby           | Sheriff McGee          |
| Brent Briscoe         | Bill Dodge             |
| Bill McKinney         | Jack Van Hay           |
| Gary Sinise           | Burt Hammersmith       |
| Rachel Singer         | Cynthia Hammersmith    |

## Achtergrond
De officiële muziek voor de film, Music from the Motion Picture The Green Mile, werd uitgebracht op 14 december 1999 door Warner Bros.. Er staan 35 nummers op, waarvan de meeste instrumentaal. Deze zijn gecomponeerd door Thomas Newman. Verder staan er vier gezongen nummers op: Cheek to Cheek door Fred Astaire, I Can't Give You Anything but Love, Baby door Billie Holiday, Did You Ever See a Dream Walking? door Gene Austin, en Charmaine door Guy Lombardo.
De film werd goed ontvangen door critici. Op Rotten Tomatoes had de film anno 2015 een score van 78% van de critici en 94% van het publiek.

## Prijzen en nominaties
The Green Mile won in totaal 13 prijzen, en werd voor nog eens 27 genomineerd waaronder vier Academy Awards:
- Beste mannelijke bijrol (Michael Clarke Duncan)
- Beste film
- Beste geluid
- Beste scenario

De gewonnen prijzen zijn:
- Drie Saturn Awards: beste actie/avontuur/thrillerfilm, beste mannelijke bijrol (Michael Clarke Duncan), beste vrouwelijke bijrol (Patricia Clarkson)
- De BMI Film Music Award
- De Black Reel Award voor beste mannelijke bijrol (Michael Clarke Duncan)
- De Blockbuster Entertainment Award voor favoriete acteur – drama (Tom Hanks)
- Twee Critics Choice Awards: Beste scenario en beste mannelijke bijrol (Michael Clarke Duncan)
- De FAITA Award voor Outstanding Performance by an Actor in a Supporting Role (Film) (Graham Greene)
- De Readers' Choice Award van het Mainichi Film Concours voor beste buitenlandse film
- Twee People's Choice Awards: favoriete film en favoriete dramafilm